# 高橋陽子 (小説家)
髙橋 陽子（たかはし ようこ、1965年10月14日 - ）は、日本の小説家。東京都出身、東京都台東区在住。

## 経歴
武蔵野美術大学視覚伝達デザイン学科卒業後、イラストレーターとなる。2012年、「黄金の庭」で第36回すばる文学賞を受賞。ファンタジックな作風は曼荼羅や仏教的世界観から影響を受けている。

## 著作

### 単行本
- 『黄金の庭』（集英社、2013年2月）ISBN 978-4087714951
  - 初出：『すばる』2012年11月号
- 『ぐるぐる登山』（中央公論新社、2014年11月） ISBN 978-4120046742

### 雑誌掲載
- 六月の尻尾（『すばる』2013年9月号）
- 惑星直列の夕餉（『すばる』2014年6月号）